# Robel Tewelde
Robel Tewelde, né le 1er mai 1997, est un coureur cycliste érythréen.

## Palmarès
- 2015
  - 3e du championnat d'Érythrée du contre-la-montre juniors
- 2016
  - 3e du championnat d'Érythrée du contre-la-montre espoirs
- 2018
  - 3e du championnat d'Érythrée sur route espoirs
- 2019
  - 1re étape du Tour de l'Espoir (contre-la-montre par équipes)
  - 2e du championnat d'Érythrée sur route espoirs
  - 3e du championnat d'Érythrée sur route

## Classements mondiaux
| Année           | 2016 | 2017 | 2018 | 2019 |
| --------------- | ---- | ---- | ---- | ---- |
| UCI Africa Tour | 191e |      | 243e | 34e  |